# Jaume Orpinell
Jaume Orpinell Ros (Barcelona, 31 de octubre de 1954) es un fotógrafo español especializado en fotografía de arquitectura y paisaje, así como del patrimonio arquitectónico de la ciudad de Barcelona. También ha gestionado archivos fotográficos e imparte talleres de fotografía.
Entre 2007 y 2010 fue el responsable en Barcelona del Archivo Fotográfico del Colegio de Arquitectos de Cataluña (COAC). Llevó las negociaciones con los herederos del Fondo Fotográfico de Francesc Català-Roca y el Colegio de Arquitectos catalán para su depósito en el Archivo Fotográfico del COAC. Entre 2006 y 2010 fue, también, fotógrafo del equipo de redacción de la revista Cuadernos de Arquitectura de esta misma institución. Ha sido coautor de numerosas publicaciones de arquitectura para diversas editoriales e instituciones, entre las que se encuentran Gustavo Gili, Editorial Actar, la Fundación Mies Van der Rohe, la Fundación de la cooperativa de créditos, Caixa d'Arquitectes y la Nave Ivanow. Ha colaborado en más de una ocasión con el arquitecto y fotógrafo, Xavier Basiana, con quien ha documentado las distintas metamorfosis urbanas y arquitectónicas de los barrios barceloneses y con el que editó en 2000 el libro Barcelona, ciutat de fàbriques. Una parte de su trabajo se encuentra en la exposición permanente del Museo de Arte Contemporáneo de Barcelona.

## Exposiciones
- 1991‐1993 - Barcelona 1888 ‐ 1929 ‐ 1992 (Ayuntamiento de Barcelona).
- 1998 - Ciutat i Fàbrica, un recorregut pel patrimoni industrial de Barcelona. Colegio de Arquitectos de Cataluña, ITEC, tc.
- 2000 - Nit, color, moviment en la Nau Ivanow y en la delegación de Tarragona del COAC.
- 2000 - Díptics 20 00 en la Nau Ivanow.
- 2008 - L'Art de la Llum. Exposición colectiva en la Sala Vinçon de Barcelona.